# Lucio Elio Cesare
Lucio Elio Cesare (in latino Lucius Aelius Caesar; 13 gennaio 101 – Roma, 1º gennaio 138), nato Lucio Ceionio Commodo (Lucius Ceionius o Caeionius Commodus), è stato un politico e militare romano.

## Biografia

### Origini familiari e parenti
Apparteneva alla gens di rango consolare dei Ceionii o Caeionii, che era originaria dell'Etruria. Era figlio di Plauzia Fabia e dell'omonimo Lucio Ceionio Commodo, console nel 106. Aveva un fratello dal lato paterno, Marco Ceionio Commodo. Inoltre, la madre si sposò in seconde nozze (non è noto se a seguito di un divorzio o della morte del primo marito) con Gaio Avidio Nigrino, già padre di Avidia e con cui ebbe Avidia Plauzia, e in terze nozze (successivamente all'assassinio di Nigrino) con Sesto Vettuleno Civica Ceriale, anche lui console nel 106 e dapprima padre di Sesto Vettuleno Civica Pompeiano, console nel 136; da egli ebbe Marco Vettuleno Civica Barbaro, che ricoprì il consolato nel 157.

### Nascita, pretura, matrimonio e discendenza (101-135)
Il giorno di nascita pare essere quella delle Idi di gennaio (il 13 del mese), come riportato dal Cronografo del 354 di Furio Dionisio Filocalo; l'anno invece molto probabilmente è il 101.
Prima del 130, anno in cui ricoprì la pretura ma senza dettagli al riguardo, sposò la già citata Avidia che gli diede due maschi e altrettante femmine: Lucio Ceionio Commodo, Gaio Avidio Ceionio Commodo, Ceionia Fabia e Ceionia Plauzia. 

### Primo consolato, adozione e inizio del governo nelle Pannonie (136)
Nel 136 Lucio ottenne il consolato ordinario priore, insieme al sopra menzionato Sesto Vettuleno Civica Pompeiano che fu quindi console ordinario posteriore, stando in carica probabilmente da gennaio ad aprile. L'Imperatore Adriano, che all'epoca oltreché anziano era malato, dopo una grave emorragia decise di adottare un successore. La sua scelta cadde, contro il volere di tutti i suoi principali consiglieri ("invitis omnibus") proprio su Lucio: dal momento dell'adozione (tra giugno e agosto dell'anno, forse il 10 di quest'ultimo) prese il nome di Lucio Elio Cesare. Ottenne, inoltre, la tribunicia potestas. La notizia dell'adozione creò sconcerto in Senato, specialmente nel cognato ormai novantenne del princeps Lucio Giulio Urso Serviano, e nel giovane Gneo Pedanio Fusco Salinatore, nipote dello stesso Serviano e di Elia Domizia Paolina sorella di Adriano tramite la figlia della coppia, Giulia Serviana Paolina. Entrambi furono però condannati a morte, poiché si sospettò che potessero arrivare a ordire un colpo di Stato. Serviano, deciso a vendicarsi anche dopo il trapasso, lo maledì con queste parole: "Che io non ho colpe, voi, numi immortali, lo sapete: per Adriano io chiedo solo questo; che egli, se vorrà morire, non possa farlo"; ed effettivamente la malattia peggiorò, portandolo a desiderare la morte. Comunque sia, in occasione dei festeggiamenti per l'adozione venne elargito un donativo alla plebe e uno ai soldati per un totale di 300 milioni di sesterzi, e inoltre furono celebrati dei giochi nel Circo.
Nello stesso anno il nuovo padre adottivo lo inviò come legatus Augusti pro praetore, probabilmente per ottenere il favore dell'esercito, in ambedue le province di Pannonia Superior e Inferior, con sede più precisamente nel praetorium di Carnuntum (capitale della superiore). In effetti la Pannonia era una regione altamente militarizzata siccome a nord dell'alveo del Danubio, che che segnava il confine dell'Impero, si trovavano le popolazioni dei Marcomanni e dei Quadi che nel 135 si erano ribellate allo stato di popolazioni clienti.

### Secondo consolato, fine del mandato e morte (137-138)
| Denario                                   | Denario |
| ----------------------------------------- | --- |
|                                           | |
| L AEL CAESAR, testa rivolta verso destra. | TR POT COS II; la Concordia seduta verso sinistra tiene nella mano destra una patera, e una cornucopia è posata in terra. In basso vi è la scritta CONCORD. |
| 3.29 g, coniato nel 137.                  | |

Elio Cesare fu nuovamente console ordinario priore nel 137 con Publio Celio Balbino Vibullio Pio come posteriore stando in carica sempre da gennaio ad aprile e terminò, con discreti successi come attesta l'Historia Augusta, le operazioni nelle Pannonie. Tuttavia, non godeva di ottima salute: già da tempo gli accadeva di vomitare sangue, e pare che fosse affetto da tubercolosi. Il clima della frontiera danubiana non lo aiutò di certo e tornò a Roma con l'intenzione di pronunciarvi, il 1º gennaio del 138, un discorso davanti al Senato riunito per ringraziare Adriano dell'incarico che gli aveva affidato. La notte prima, tuttavia, morì nel sonno in seguito a un'emorragia dopo aver assunto un qualche medicamento. Sembra però che l'Imperatore fosse perfettamente a conoscenza dello stato di salute del suo erede, tantoché alludendo alla sua salute una volta disse: "Ci siamo appoggiati a un muro pericolante". Probabilmente aveva fin dall'inizio programmato che Lucio fosse una sorta di "principe di transizione", che preparasse il terreno per un successore più longevo: pare che Adriano già allora avesse in mente il giovanissimo Marco Annio Catilio Severo.

### Personalità e interessi
Lucio Elio Cesare era un senatore di bell'aspetto, molto elegante e dal comportamento frivolo, stravagante. Era intellettualmente vicino alla seconda sofistica (era infatti legato a Erode Attico) e forse all'epicureismo. Non era solo un amante delle lettere, leggeva i testi di Publio Ovidio Nasone e Marco Valerio Marziale, ma anche della cucina: pare che tenesse accanto al letto una copia dell'opera di Apicio, il De Re Coquinaria Libri XI, e che avesse perfino inventato il tetrafarmacum, un costoso e complicato piatto culinario a base di maiale, fagiano, pavone, prosciutto e cinghiale. Era un amante molto attivo, e alla moglie Avidia che si lamentava dei suoi continui rapporti con le sue concubine diceva: "Lasciami sfogare con altre le mie voglie, perché la parola moglie è sinonimo di dignità, non di voluttà".